# 沃克勒松
沃克勒松（法語：Vaucresson，法語發音：[vokʁəsɔ̃] ⓘ）是法国法兰西岛大区上塞纳省的一个市镇，属于布洛涅-比扬古区。

## 地名
该地名“Vaucresson”发音特殊，其发音为[vokʁəsɔ̃]，不符合字母“e”在两相同辅音字母前发/ɛ/（如“verrière”，[vɛʁjɛʁ]）或/e/（如“message”，[mesaʒ]）的法语基本发音规则，根据实际发音其应译作“沃克勒松”，《世界地名翻译大辞典》与《世界地名译名词典》将其纯按拼写误译作“沃克雷松”。

## 地理
沃克勒松（48°50'33"N, 2°9'10"E）面积3.08 平方千米，位于法国法蘭西島大區上塞纳省，该省份为法国北部内陆省份，毗邻巴黎。
与沃克勒松接壤的市镇（或旧市镇、城区）包括：马尔讷拉科凯特、拉塞勒圣克卢、吕埃-马尔迈松、加尔什、凡尔赛、勒谢奈-罗康库尔。
沃克勒松的时区为UTC+01:00、UTC+02:00（夏令时）。

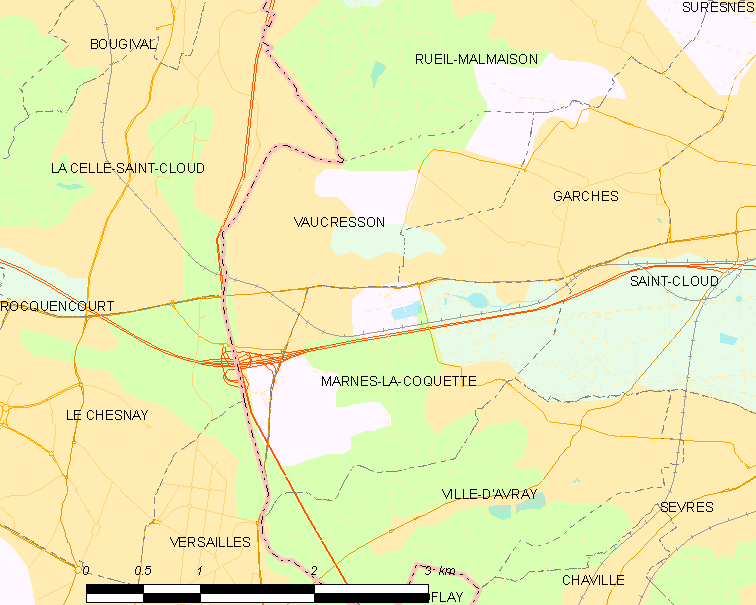
沃克勒松的OSM定位图

## 行政
沃克勒松的邮政编码为92420，INSEE市镇编码为92076。

## 政治
沃克勒松所属的省级选区为圣克卢县。

## 人口

1962-2008年间沃克勒松人口变化图示

沃克勒松于2022年1月1日时的人口数量为8506人。